# Schwedische Badmintonmeisterschaft 1946
Die Schwedische Badmintonmeisterschaft 1946 fand in Malmö statt. Es war die zehnte Austragung der nationalen Titelkämpfe im Badminton in Schweden.

## Titelträger
| Disziplin    | Sieger                            |
| ------------ | --------------------------------- |
| Herreneinzel | Helge Paulsen Malmö BK            |
| Dameneinzel  | Amy Pettersson MAI                |
| Herrendoppel | Nils Jonson Lars Carlsson AIK     |
| Damendoppel  | Thyra Hedvall Märtha Sköld SBK    |
| Mixed        | Nils Jonson Kerstin Bergström AIK |